# Nebo (genre)
Pour les articles homonymes, voir Nebo.
Genre
Synonymes
- Cyphocentrus Karsch, 1880

Nebo est un genre de scorpions de la famille des Diplocentridae.

## Distribution
Les espèces de ce genre se rencontrent au Moyen-Orient.

## Liste des espèces
Selon The Scorpion Files (29/07/2023) :
- Nebo flavipes Simon, 1882
- Nebo franckei Vachon, 1980
- Nebo grandis Francke, 1980
- Nebo henjamicus Francke, 1980
- Nebo hierichonticus (Simon, 1872)
- Nebo jazanensis Abu Afifeh, Aloufi, Al-Saraireh & Amr, 2023
- Nebo omanensis Francke, 1980
- Nebo poggesii Sissom, 1994
- Nebo whitei Vachon, 1980
- Nebo yemenensis Francke, 1980

## Systématique et taxinomie
Ce genre a été décrit par Simon en 1878.
Cyphocentrus a été placé en synonymie par Kraepelin en 1894.

## Publication originale
- Simon, 1878 : « Études arachnologiques. 9 mémoire. XV. Descriptions de deux nouveaux genres de l'ordre des Scorpions. » Annales de la Société entomologique de France, sér. 5, vol. 8, p. 399–402 (texte intégral).